# Naxos (Regionalbezirk)
Der Regionalbezirk Naxos (griechisch Περιφερειακή Ενότητα Νάξου Periferiakí Enótita Náxou) ist einer von 13 Regionalbezirken der griechischen Region Südliche Ägäis. Er wurde anlässlich der Verwaltungsreform 2010 aus vier Inselgemeinden der ehemaligen Präfektur Kykladen gebildet und entspricht dem Gebiet der Provinz Naxos, die bis 1997 als Untergliederung der Präfektur Kykladen bestand. Proportional zu seinen 22.539 Einwohnern entsendet das Gebiet drei Abgeordnete in den 45-köpfigen Regionalrat, hat aber keine weitere politische Bedeutung als Gebietskörperschaft. Er gliedert sich heute in die beiden Gemeinden Amorgos und Naxos und Kleine Kykladen.